# Oxypetalum brachystemma
Oxypetalum brachystemma är en oleanderväxtart som beskrevs av Gustaf Oskar Andersson Malme. Oxypetalum brachystemma ingår i släktet Oxypetalum och familjen oleanderväxter. Inga underarter finns listade i Catalogue of Life.